# Siempre tuya
Siempre Tuya é uma telenovela mexicana, produzida pela Televisa e exibida em 1964 pelo Telesistema Mexicano.

## Elenco
- Magda Guzmán
- Carlos Navarro
- Jacquelina Andere
- Andrea Palma